# Uomini alla crisi finale
Uomini alla crisi finale è uno spettacolo teatrale scritto da Pino Ammendola portato in scena a partire dal 2007 (la prima fu tenuta al "Teatro dei Satiri" a novembre). Lo spettacolo fu scritto per il ritorno in teatro di Vincenzo Crocitti. Purtroppo la malattia gli impedì di interpretare il ruolo di "Ciccio" che venne affidato all'attore Giorgio Gobbi, oltre a lui, gli altri interpreti furono Anna Jimskaya, Angelo Maggi e lo stesso Pino Ammendola.  La commedia è stata dedicata a Vincenzo Crocitti.
Nel 2009 lo spettacolo è stato rappresentato al Teatro Ghione di Roma a gennaio, al teatro Cassia a marzo e al Salone Margherita ad ottobre, riscuotendo molto successo, e negli anni successivi in altri teatri italiani (tra l'altro a Bologna e a Rossano).
Ha avuto ulteriori repliche nel 2011 e nel 2016.